# Henryk Rybak
Henryk Rybak (ur. 26 lutego 1935 w Łodzi) – polski działacz partyjny i samorządowy, ekonomista, w latach 1973–1981 prezydent Płocka.

## Życiorys
Syn Jana i Stanisławy. Ukończył studia w Wyższej Szkole Ekonomicznej w Łodzi. Od 1957 pracował jako referent i specjalista ds. inwestycji kolejno w Centrostalu, Zakładach Usług Radiowych i Telewizyjnych, Wojewódzkim Zjednoczeniu Przedsiębiorstw Mechanizacji Rolnictwa. Od 1961 do 1973 zatrudniony w Mazowieckich Zakładach Rafineryjnych i Petrochemicznych w Płocku. W 1964 wstąpił do Polskiej Zjednoczonej Partii Robotniczej, był m.in. I sekretarzem POP PZPR w służbie inwestycyjnej. Przed 1973 należał do Komitetu Miasta i Powiatu PZPR w Płocku, był w nim od stycznia 1973 sekretarzem ekonomicznym oraz do likwidacji w maju 1975 członkiem egzekutywy. W czerwcu 1975 wszedł w skład Komitetu Miejskiego PZPR w Płocku, a w listopadzie 1975 – Komitetu Wojewódzkiego PZPR w tym mieście. 17 grudnia 1973 powołany na stanowisko pierwszego po reaktywacji stanowiska prezydenta miasta Płocka, zajmował je do 1981. Następnie powrócił do pracy w sektorze petrochemicznym aż do przejścia na emeryturę w 2002.

## Odznaczenia i wyróżnienia
Odznaczony Złotym i Srebrnym Krzyżem Zasługi, a także m.in. Nagrodą im. Rajmunda Rembielińskiego przyznaną przez Płockie Towarzystwo Przyjaciół Teatru (2015).